# Бонцька-Гута (Поморське воєводство)
Бонцька-Гута (пол. Bącka Huta) — село в Польщі, у гміні Сераковиці Картузького повіту Поморського воєводства.
Населення — 242 особи (2011).
У 1975-1998 роках село належало до Гданського воєводства.

## Демографія
Демографічна структура станом на 31 березня 2011 року:
|          | Загалом | Допрацездатний вік | Працездатний вік | Постпрацездатний вік |
| -------- | ------- | ------------------ | ---------------- | -------------------- |
| Чоловіки | 124     | 42                 | 75               | 7                    |
| Жінки    | 118     | 41                 | 67               | 10                   |
| Разом    | 242     | 83                 | 142              | 17                   |